# Semiothisa debiliata
Semiothisa debiliata là một loài bướm đêm trong họ Geometridae.